# La cruz del diablo
La cruz del diablo o La creu del diable en català és una llegenda catalana medieval que més tard la va escriure Gustavo Adolfo Bécquer en les seves recopilacions de llegendes i rimes.

## Trama
Un turista visitava una creu que hi havia en les coves de Bellver. Llavors el guia explica al grup la història d'aquella maleïda creu. Resulta que el senyor del Segre anava matant la gent que tenia en contra. Era famós per la seva crueltat i sobretot per la seva armadura. Van matar aquest home malvat, però la seva armadura va agafar vida pròpia. La van portar a judici i li van dir que es llevés l'armadura. Li van treure el casc i tots els allí presents van quedar morts de sorpresa: l'armadura era completament buida. La van portar al calabós i l'alcaid, que no creia el que havia passat, va entrar a la seva cel·la. L'armadura el va atacar i es va escapar. La van tornar a agafar i la van fondre a la foguera mentre se sentien els crits de dolor. D'aquesta manera l'armadura es va convertir en la famosa creu que es troba al turó del municipi de Bellver.
- Narrador de la història, que intervé en primera persona. Pretén explicar una història autèntica. L'epígraf diu:

| « | Que lo creas o no me importa bien poco. Mi abuelo se lo narró a mi padre, mi padre me lo ha referido a mí, y yo te lo cuento ahora, siquiera no sea más que por pasar el rato. | » |

- El senyor feudal d'Urgellet o el senyor del castell del Segre: És un noble malvat que lliura la seva ànima al diable a canvi de guanyar la guerra contra el poble.

- El poble.

- L'ermità de Sant Bartomeu: És una persona de bons costums, que ajuda el poble a desempallegar-se de la presència de l'esperit del dimoni.

- L'alcaid: Troba l'armadura destrossada al calabós, i és la persona que proposa fondre-la i fer-ne una creu.

## Relació amb altres obres literàries
Aquesta llegenda no sembla que tingui un origen determinat. L'interès de Bécquer pels relats folklòrics i el seu aprofitament per a la narració literària de caràcter fantàstic es fa cada vegada més patent.
En la sarsuela La cruz del valle, en la qual col·laborà Bécquer, hi ha un acostament a les tradicions populars dels voltants.

## Temes de l'obra
El conflicte, l'absurditat, la destrucció, la defensa i la protecció són alguns dels temes desenvolupats per l'autor. En el text es fa referència a autors encadenats.

## La menció de la creu en elLibro de San Cipriano, Tesoro del Hechicero
La Creu de sant Bartomeu, pròpiament, no és un símbol cristià, ja que, és esmentada en el Libro de San Cipriano, (Tesoro del Hechicero), referida com a talismà contra els encanteris. També apareix en forma de tatuatge natural en el cos humà, i ha de ser a la mà dreta de la persona, les línies de la qual han de dibuixar aquest símbol. Aquesta referència es fa en l'etapa pagana de la vida de sant Cebrià, quan va voler encantar Justina per encàrrec d'Aglaide, cosa que com a bruixot no va aconseguir. Per això preguntà al Geni Infernal Llucifer perquè no podia actuar contra Justina. El diable li va respondre que era perquè tenia la Creu de sant Bartomeu. En assabentar-se d'aquest poder, donat per Déu a tal figura, va renegar del Maligne i es va convertir al cristianisme.
Ara bé, no és fàcil, trobar aquest talismà. Només ens podem orientar per mitjà de descripcions, que ens diuen que és molt poderós contra encanteris i mals averanys, fet de tres peces de fusta en forma de creu patriarcal, és a dir, de dos travessers, però amb el de dalt més llarg que el de sota. Es recomana potenciar-la en un plat profund amb fulles de romaní i ruda en els pals més curts i sobre de tota la creu, i per sota del de major longitud (peu de la creu) una mica de xiprer espargint-lo amb aigua beneïda i deixant-lo tres dies. A la mitjanit del tercer dia cal retirar la creu dient: 
| « | Cruz de san Bartolomé, que la virtud del agua en que estuviste y de la planta y madera que te forman me libren de las tentaciones del espíritu del mal y traiga sobre mí la gracia de que gozan los bienaventurados. En el nombre del Padre del Hijo y del Espíritu Santo, amén. | » |

L'oració s'ha de dir amb veu fluixa i repetir-la quatre vegades. La creu s'ha de dur en una bossa de seda negra penjada al coll o tenir-la en un calaix amb la roba. Quan es tem o se sospita la influència del mal averany o hom vegi que els seus camins es trunquen, s'espera a la nit a l'hora de dormir, es besa la creu i es resa tres vegades l'oració del matí, un parenostre i una avemaria. (S'entén que la ruda, el romaní i el xiprer també van dins de la bosseta negra.)